# Mein Name ist Julia Ross
Mein Name ist Julia Ross (Originaltitel: My Name is Julia Ross) ist ein in Schwarzweiß gedrehter US-amerikanischer Film noir von Joseph H. Lewis aus dem Jahr 1945. Er entstand nach dem Roman The Woman in Red von Anthony Gilbert.

## Handlung
Die in einer Londoner Pension lebende junge Amerikanerin Julia Ross ist verzweifelt auf Arbeitssuche. Von einer neuen Arbeitsvermittlungsagentur erhält sie das Angebot, eine Stelle als Sekretärin für Mrs. Hughes anzutreten. Voraussetzung für die Bewerbung ist, dass sie keine lebenden Verwandten oder eine Beziehung hat, da die Stelle mindestens für ein Jahr besetzt werden und nicht vorzeitig aus persönlichen Gründen gekündigt werden soll. 
Julia erhält die Stelle und wird noch am selben Abend in ein Anwesen an der Küste entführt. Dort redet man ihr ein, sie sei nicht Julia Ross, sondern Marion Hughes, die frisch angetraute Ehefrau von Mrs. Hughes’ Sohn Ralph. Ralph, ein psychisch gestörter junger Mann, erstach in einem Wutanfall die wirkliche Marion. Mrs. Hughes und Ralph ließen die Ermordete verschwinden und planen nun, Julia zu einem günstigen Zeitpunkt zu töten und einen Selbstmord vorzutäuschen, um einen Leichnam präsentieren und Ralph ein Alibi beschaffen zu können. 
Nach mehreren vergeblichen Ausbruchs- und Kontaktversuchen kann Julia einen Brief an Dennis, einen Mitmieter aus ihrer Londoner Pension, schicken. Dennis verständigt die Polizei, die Julia in letzter Sekunde rettet und Ralph auf der Flucht erschießt.

## Hintergrund
Mein Name ist Julia Ross startete am 8. November 1945 in den USA. Der Film lief in Deutschland nicht in den Kinos, sondern wurde am 28. Januar 1978 erstmals im Fernsehen ausgestrahlt.
Der für Columbia Pictures inszenierte Mein Name ist Julia Ross war der erste Film des bis dahin auf B-Pictures spezialisierten Joseph H. Lewis, der größere Aufmerksamkeit erregte. Bei Filmstart unter anderem als Melodram klassifiziert, wird er heute mehrheitlich, wenn auch nicht einstimmig, dem Film-noir-Kanon zugerechnet.

## Kritik
„Nina Foch ist ein neues Gesicht und bringt sowohl gutes Aussehen als auch Talent mit […] Whitty liefert eine glaubwürdige darstellerische Leistung, ebenso Macready als ihr psychisch gestörter Sohn. […] Joseph H. Lewis inszenierte auf Tempo, was ihm auch durchgehend gelingt.“

„Während es Regisseur Joseph Lewis gelingt, eine wirkungsvoll ominöse Atmosphäre zu erschaffen, zeigt er sich in der Führung der Darsteller weniger geschickt […] Nina Foch verlässt sich vornehmlich auf einen einstudierten Ausdruck des Schreckens und der Irritation, und sie erhält nur routinierte Unterstützung von George MacReady [sic] und Dame May Whitty.“

„Mäßiger Thriller mit sehr makabrer Pointe.“

## Nachwirkung
1987 verfilmte Arthur Penn Gilberts Roman erneut unter dem Titel Tod im Winter.